# Lưu Đông Đông
Lưu Đông Đông (tháng 10 năm 1945 – 25 tháng 2 năm 2015) là Thượng tướng Quân Giải phóng Nhân dân Trung Quốc (PLA). Ông từng giữ chức Chính ủy Quân khu Tế Nam và Chính ủy Quân khu Lan Châu.

## Tiểu sử
Lưu Đông Đông sinh tháng 10 năm 1945 tại Hoàng Pha, tỉnh Hồ Bắc. Tháng 7 năm 1961, ông tham gia Quân Giải phóng Nhân dân Trung Quốc, trở thành chiến sĩ thuộc Quân đoàn 47 Lục quân, Quân khu Lan Châu. Tháng 10 năm 1963, ông gia nhập Đảng Cộng sản Trung Quốc.
Tháng 8 năm 1978, Lưu Đông Đông được bổ nhiệm giữ chức Ủy viên Thường vụ Đảng ủy Trung đoàn, Phó Chính ủy Trung đoàn kiêm Chủ nhiệm Chính trị Trung đoàn, Quân đoàn 47 Lục quân. Tháng 4 năm 1980, ông được bổ nhiệm làm Trưởng phòng Tổ chức, Cục Chính trị Quân đoàn 47 Lục quân.
Tháng 5 năm 1983, ông được bổ nhiệm làm Ủy viên Thường vụ Đảng ủy Sư đoàn, Chủ nhiệm Chính trị Sư đoàn 139 Bộ binh rồi Ủy viên Thường vụ Đảng ủy Sư đoàn, Phó Chính ủy Sư đoàn 139 Bộ binh, Quân đoàn 47 Lục quân. Tháng 9 năm 1981 đến tháng 7 năm 1983, ông học tại Học viện Chính trị PLA (nay là Đại học Quốc phòng PLA).
Tháng 11 năm 1984, ông được bổ nhiệm giữ chức vụ Bí thư Đảng ủy Sư đoàn, Chính ủy Sư đoàn 139 Bộ binh thuộc Quân đoàn 47 Lục quân.
Tháng 8 năm 1985, Lưu Đông Đông được bổ nhiệm giữ chức Bí thư Đảng ủy Sư đoàn, Chính ủy Sư đoàn 139 Bộ binh thuộc Tập đoàn quân 47 Lục quân, Quân khu Lan Châu. Năm 1988, ông được phong quân hàm Đại tá. Tháng 6 năm 1990, ông được bổ nhiệm làm Ủy viên Thường vụ Đảng ủy Tập đoàn quân, Chủ nhiệm Chính trị Tập đoàn quân 47 Lục quân.
Tháng 7 năm 1992, ông được thăng quân hàm Thiếu tướng. Tháng 2 năm 1993, ông được bổ nhiệm giữ chức Ủy viên Thường vụ Đảng ủy Tập đoàn quân, Phó Chính ủy Tập đoàn quân 47 Lục quân. Tháng 6 năm 1993, ông được bổ nhiệm làm Ủy viên Đảng ủy Quân khu, Phó Chủ nhiệm Chính trị Quân khu Lan Châu. Tháng 3 năm 1995, ông được bổ nhiệm giữ chức Bí thư Đảng ủy Tập đoàn quân, Chính ủy Tập đoàn quân 21 Lục quân, Quân khu Lan Châu.
Tháng 11 năm 1997, ông được bổ nhiệm làm Ủy viên Thường vụ Đảng ủy Quân khu, Chủ nhiệm Chính trị Quân khu Lan Châu. Tháng 7 năm 1999, ông được thăng quân hàm Trung tướng. Tháng 6 năm 2000, Lưu Đông Đông được bổ nhiệm giữ chức Bí thư Đảng ủy Quân khu, Chính ủy Quân khu Lan Châu.
Tháng 10 năm 2002, ông được chuyển tới Quân khu Tế Nam để giữ chức vụ Bí thư Đảng ủy Quân khu, Chính ủy Quân khu. Ngày 20 tháng 6 năm 2004, ông được thăng quân hàm Thượng tướng.
Năm 2010, Lưu Đông Đông giải ngũ. Ngày 28 tháng 10 năm 2010, ông được bổ nhiệm làm Phó Chủ nhiệm Ủy ban Ngoại sự của Quốc hội khóa XI nhiệm kỳ 2008 – 2013. Tháng 3 năm 2013, ông được bầu lại giữ chức vụ Phó Chủ nhiệm Ủy ban Ngoại sự của Quốc hội khóa XII nhiệm kỳ 2013 – 2018.
Ông là Ủy viên Ban Chấp hành Trung ương Đảng Cộng sản Trung Quốc khóa XVI, XVII. Ông cũng là đại biểu Quốc hội khóa XI (2008 – 2013) và khóa XII (2013 – 2018).
Ngày 25 tháng 2 năm 2015, ông qua đời tại Bắc Kinh, ở tuổi 69.